# Laajalampi
Laajalampi är en sjö i kommunen Multia i landskapet Mellersta Finland i Finland. Den är 10 meter djup. Arean är 47 hektar och strandlinjen är 2,91 kilometer lång. Sjön  ingår i Kumo älvs huvudavrinningsområde.   Den ligger omkring 49 kilometer väster om Jyväskylä och omkring 250 kilometer norr om Helsingfors. 